# Черешово (Русенська область)
Чере́шово (болг. Черешово) — село в Русенській області Болгарії. Входить до складу общини Сливо-Поле.

## Населення
За даними перепису населення 2011 року у селі проживали 129 осіб, з них 124 особи (97,6%) — болгари.
Розподіл населення за віком у 2011 році:
Динаміка населення: